# Natalie Cassidy
Natalie Cassidy (Islington, Londres; 13 de mayo de 1983) es una actriz británica, más conocida por interpretar a Sonia Branning-Fowler en la serie británica EastEnders.

## Biografía
En 2002 y con solo 19 años Natalie perdió a su madre a causa de cáncer de intestino. 
En septiembre del 2004 Natalie se sometió a una operación para agrandar sus senos de la talla 36A a la 36D.
Es muy buena amiga de los actores James Alexandrou y Paul O'Grady. También fue muy cercana y muy buena amiga de la fallecida actriz Wendy Richard, a la que veía como una segunda madre, después de la muerte de Wendy en febrero del 2009 debido al cáncer Natalie casi sufre una crisis nerviosa. En su testamento Wendy le dejó joyas y libros de cocina.
En octubre del 2008 se comprometió con el actor Ben Porter, pero Natalie rompió su compromiso en marzo del 2009. Tres meses después comenzó a salir con un policía llamado Jamie.
En junio del 2009 comenzó a salir con el gerente de transportes Adam Cottrell. En 16 de marzo de 2010 Natalie anunció que estaban esperando a su primer bebé. En mayo del 2010 Natalie y Adam se comprometieron mientras estaban de vacaciones en Italia y el 28 de septiembre de ese mismo año dieron la bienvenida a su primera hija, Eliza Beatrice Cottrell. La actriz Patsy Palmer y John Burns son los padrinos de Eliza.
El 25 de mayo de 2011 Adam fue acusado de dos delitos por golpes y dos por daño criminal después de que una pelea entre él y Natalie se volviera física. Al día siguiente Natalie anunció que su relación con Adam había terminado y que su compromiso se había cancelado. En el 2012 Natalie regresó con Adam, pero terminaron nuevamente a finales del 2013.
Desde el 2014 Natalie comenzó a salir con el camarógrafo Marc Humphreys. A finales de octubre del 2015 anunciaron que se habían comprometido. A mediados de febrero del 2016 la pareja anunció que estaban esperando su primer bebé, y el 29 de agosto de 2016 le dio la bienvenida a su primera hija, Joanie Elizabeth Cassidy-Humphreys.

## Carrera
Natalie tiene una voz de soprano. En el 2007 lanzó un DVD para hacer ejercicios llamado "Then and Now Workout", el cual se convirtió en el DVD para perder peso más vendido a finales del mismo año.
El 21 de diciembre de 1993 y con solo diez años se unió al elenco de la exitosa serie británica EastEnders, donde interpreta a Sonia Jackson-Fowler, hasta el 2 de febrero de 2007. En el 2010 regresó como personaje recurrente en varios episodios del 8 al 18 de febrero y posteriormente apareció de nuevo en un episodio el 21 de enero de 2011. El 14 de enero de 2014 Natalie regresó a la serie.
En el 2009 participó en la séptima temporada del concurso Strictly Come Dancing, su pareja fue el bailarín profesional Vincent Simone, la pareja quedó en quinto lugar.
En el 2010 y con seis meses de embarazo Natalie se tomó una licencia de maternidad del programa The 5 O'Clock Show. Ese mismo año E4 confirmó que Natalie tendría su propio programa, Natalie Cassidy: Becoming Mum.

## Filmografía

### Series de televisión
| Año                                      | Título      | Personaje    | Notas           |
| ---------------------------------------- | ----------- | ------------ | --------------- |
| 1993 - 2007, 2010, 2011, 2014 - presente | EastEnders  | Sonia Fowler | 1,200 episodios |
| 2009                                     | Psychoville | Lorraine     | 2 episodios     |

### Películas
| Año  | Título      | Personaje | Notas                  |
| ---- | ----------- | --------- | ---------------------- |
| 2009 | Things Talk | Varios    | prestó su voz          |
| 2004 | London      | Méndiga   | junto a Harriet Walter |

### Apariciones
| Año         | Programa                            | Notas                     |
| ----------- | ----------------------------------- | ------------------------- |
| 2006 - 2009 | Strictly Come Dancing               | concursante               |
| 2009        | Strictly Come Dancing: It Takes Two | 11 episodios - documental |

### Teatro
| Año  | Obra                         | Personaje | Teatro                      |
| ---- | ---------------------------- | --------- | --------------------------- |
| 2008 | Gertrude's Secret            | -         | Oxford Playhouse            |
| 2008 | The Cherry Orchard           | -         | Chichester Festival Theatre |
| 2007 | Bedroom Farce (tour)         | -         | -                           |
| 2007 | The Vagina Monologues (tour) | -         | -                           |

## Premios y nominaciones
| Año  | Categoría                                               | Premio                    | Serie      | Resultado |
| ---- | ------------------------------------------------------- | ------------------------- | ---------- | --------- |
| 2006 | Most Popular Actress                                    | National Television Award | EastEnders | Nominada  |
| 2004 | Best Dramatic Performance from a Young Actor or Actress | British Soap Award        | EastEnders | Ganadora  |
| 2003 | Hero of the Year                                        | British Soap Award        | EastEnders | Nominada  |
| 2003 | Best Dramatic Actress                                   | British Soap Award        | EastEnders | Nominada  |
| 2003 | Best Actress                                            | British Soap Award        | EastEnders | Nominada  |
| 2001 | Best Actress                                            | British Soap Award        | EastEnders | Ganadora  |
| 2001 | Best Soap Actress                                       | TV Quick Award            | EastEnders | Ganadora  |